# Eucalanus setiger
Eucalanus setiger is een eenoogkreeftjessoort uit de familie van de Eucalanidae. De wetenschappelijke naam van de soort is voor het eerst geldig gepubliceerd in 1883 door Brady.